# Rocío Sobrado
Rocío Sobrado é uma cantora e atriz mexicana mais conhecida por seus papéis em María la del barrio, De pocas, pocas pulgas e Triunfo del amor.

## Filmografia

### Telenovelas
- Quiero amarte
- Triunfo del amor (2010-2011) .... Alma
- Corazón salvaje (2009) .... Doble de Aracely Arámbula
- De pocas, pocas pulgas (2003) .... Genoveva de Valverde
- Tres mujeres (1999-2000)
- Amada enemiga (1997) .... Rebeca
- Los hijos de nadie (1997) .... Melisa
- Luz Clarita (1996) .... Belinda
- María la del Barrio (1995) .... Graça Valdez
- Triángulo (1992) .... Doris Fernández
- La pícara soñadora (1991)
- La fuerza del amor (1990) .... Luz María
- Dulce desafío (1988-1989) .... Gaby Cuevas
- La indomable (1987)
- Abandonada (1985) .... Milagros

### Seriado
- Como dice el dicho (2011-2012) .... Doris / Lorena (dos episodios)
- El equipo (2011) .... Rocío (episodio "Tiempos difíciles")
- Mujeres asesinas 3 (2010) .... Alma (episódio "Annette y Ana, nobles")
- La rosa de Guadalupe (2008) .... Huicha (episódio "Seguir al amor")
- Mujer, casos de la vida real (1997-2007) (seis episódios)